# Dimos Sikyona
Dimos Sikyona (Sikyona) är en kommun i Grekland.   Den ligger i prefekturen Nomós Korinthías och regionen Peloponnesos, i den södra delen av landet, 110 km väster om huvudstaden Aten. Antalet invånare är 23 203.